# Francis Leigh, 1. Earl of Chichester
Francis Leigh, 1. Earl of Chichester (* 28. April 1598; † 21. Dezember 1653 in Apscourt, Surrey) war ein englischer Peer und Politiker.

## Leben
Er war der einzige Sohn des Juristen und Politikers Sir Francis Leigh († 1625), Gutsherr von Newnham Regis in Warwickshire, aus dessen Ehe mit Hon. Mary Egerton († 1612), Tochter des Thomas Egerton, 1. Viscount Brackley.
Im Januar 1613 wurde er in Newmarket in Suffolk zum Knight Bachelor geschlagen. Am 24. Dezember 1618 erwarb er in der Baronetage of England den Titel Baronet, of Newnham in the County of Warwick. Von 1625 bis 1626 war er als Abgeordneter für das Borough Warwick Mitglied des House of Commons.
Am 31. Juli 1628 wurde er in der Peerage of England zum Baron Dunsmore, of Dunsmore in the County of Warwick, erhoben und dadurch Mitglied des House of Lords. Da er keine Söhne hatte, erfolgte die Verleihung mit dem besonderen Zusatz, dass der Titel in Ermangelung eigener männlicher Nachkommen auch an seinen Stiefsohn, John Anderson of Hardwick, und dessen männliche Nachkommen vererbbar sei.
Im September 1640 wurde er als Diplomat zu Friedensverhandlungen mit den schottischen Covenanters entsandt, die am 26. Oktober 1640 mit der Beendigung des Zweiten Bischofskriegs im Vertrag von Ripon endeten. Am 8. August 1641 wurde er in den englischen Kronrat aufgenommen.
Im Englischen Bürgerkrieg stand er auf der Seite der Royalisten. Er war 1643 Colonel eines Kavallerieregiments und von 1644 bis 1646 Captain der Gentlemen Pensioners. König Karl I. belohnte seine Loyalität, indem er ihn am 3. Juni 1644 zum Earl of Chichester, in the County of Sussex, erhob. Die Verleihung erfolgte mit dem besonderen Vermerk, dass der Titel in Ermangelung eigener männlicher Nachkommen auch an seinen Schwiegersohn Thomas Wriothesley, 4. Earl of Southampton, vererbbar sei. Im Januar 1645 nahm er als royalistischer Diplomat an den erfolglosen Friedensverhandlungen in Uxbridge teil.
Er starb 1653 im Alter von 55 Jahren. Da er keine Söhne hinterließ, erlosch sein Baronettitel. Seine Baronstitel erlosch ebenfalls, da sein Stiefsohn bereits 1630 kinderlos gestorben war. Sein Earlstitel fiel gemäß der besonderen Erbregelung an seinen Schwiegersohn.

## Ehen und Nachkommen
Er heiratete in erster Ehe am 31. Juli 1617 Susan Northam, Witwe eines Mr. Banning. Susan starb noch im selben Jahr.
Spätestens 1618 heiratete er in zweiter Ehe Hon. Audrey Boteler († 1652), Witwe des Sir Francis Anderson, Tochter des John Boteler, 1. Baron Boteler. Mit ihr hatte er zwei Töchter:
- Lady Elizabeth Leigh († 1655) ⚭ 1642 Thomas Wriothesley, 4. Earl of Southampton;
- Lady Mary Leigh († 1671) ⚭ 1652 George Villiers, 4. Viscount Grandison.